# آخر (رواية)
آخر (باليابانية: アナザー) هي رواية غموض ورعب يابانية للكاتب يوكيتو اياتسوجي، نشرت في 29 أكتوبر 2009 من قبل كادوكاوا شوتين. ركزت القصة على فتى اسمه كويشي ساكاكيبارا (Kōichi Sakakibara) انتقل إلى ثانوية يوميياما المتوسطة والتقى بميساكي مي، بعدها وجد نفسه في غموض يدور بين التلاميذ والناس. أقتُبست الرواية إلى مانغا صدرت في مايو 2010 حتى يناير 2012  ثم إلى أنمي تلفزيوني من إنتاج استوديو P.A.Works عرض في 10 يناير 2012 حتى 27 مارس 2012 وتكون من 12 حلقة.

## القصة
ينتقل فتى اسمه (كويتشي ساكاكيبارا) إلى مدرسة يومياما الاعدادية في ربيع عام 1998. يلاحظ جو من الغموض في الفصل وهناك سر يرفض الجميع التحدث عنه. يتعرف على فتاة جميلة تضع ضمادة على عينها اليسرى اسمها (ميساكي مي) تجلس في المقعد الاخير في الفصل بجانب النافذة. كانت تجلس وحيدة طوال الوقت ولا يقترب أحد منها. يلاحظ ان لا يرى أحد تلك الفتاة غيره. وتبدأ حوادث غريبه في المدرسة.

## وصلات خارجية
الأنمي والمانغا
- الموقع الرسمي عند كادوكاوا شوتين (باليابانية)
- Anime official website (الأرشيف) (باليابانية)
- آخر على موقع ANN manga (الإنجليزية)

الفيلم
- موقع آخر (فيلم) الرسمي (باليابانية)

لم يتم العثور على روابط لمواقع التواصل الاجتماعي.